# Reprezentacja Australii w futsalu mężczyzn
Reprezentacja Australii w futsalu – zespół futsalowy, biorący udział w imieniu Australiiu w meczach i sportowych imprezach międzynarodowych, powoływany przez selekcjonera, w którym mogą występować wyłącznie zawodnicy posiadający obywatelstwo australijskie. Za jego funkcjonowanie odpowiedzialny jest Football Federation Australia. Reprezentacja Australii do 2006 r. należała do OFC.

## Udział w mistrzostwach świata
- 1989 – 1. runda
- 1992 – 1. runda
- 1996 – 1. runda
- 2000 – 1. runda
- 2004 – 1. runda
- 2008 – Nie zakwalifikowała się
- 2012 – 1. runda
- 2016 – 1. runda
- 2021 – Nie zakwalifikowała się
- 2024 – Nie zakwalifikowała się

## Udział w mistrzostwach Oceanii
- 1992 – Mistrzostwo
- 1996 – Mistrzostwo
- 1999 – Mistrzostwo
- 2004 – Mistrzostwo

## Udział w mistrzostwach Azji
- 2006 – 1. runda
- 2007 – Ćwierćfinał
- 2008 – Ćwierćfinał
- 2010 – Ćwierćfinał
- 2012 – 4. miejsce
- 2014 – Ćwierćfinał
- 2016 – Ćwierćfinał
- 2018 – Nie brał udziału
- 2022 – Nie zakwalifikowała się
- 2024 – 1. runda